# Pítaco
Pítaco (em grego:  Πιττακός, c. 640 a.C. – 568 a.C.) foi um estadista e legislador da Grécia Antiga, um dos Sete Sábios da Grécia. Filho de Hirrádio, era natural de Mitilene, e foi o general (estratego) daquela cidade que liderou seu exército à vitória na batalha contra os atenienses e seu comandante, Frínon. Como consequência desta vitória, os mitilenos dedicaram a Pítaco as mais altas glórias, e lhe concederam o poder supremo. Após dez anos de reinado se afastou voluntariamente do cargo.

## Como general e estadista
Quando os atenienses estavam prestes a atacar sua cidade, Pítaco desafiou seu general a um combate único, com a condição de que o resultado daquela batalha decidiria a guerra, evitando assim que mais sangue fosse derramado. O desafio foi aceito, e ele matou seu inimigo com uma espada. Foi então escolhido como soberano da cidade, que governou por dez anos, tempo durante o qual promulgou diversas leis na forma de poesia — uma delas dizia que "um crime cometido por uma pessoa ébria deveria receber uma punição duas vezes mais rigorosa do que se o delinquente estivesse sóbrio." Seu grande lema era: "Não faça ao teu vizinho aquilo que você não gostaria que ele fizesse contigo." (A Regra de Ouro).
Alguns autores mencionam que tinha um filho chamado Tirreu. Segundo sua lenda, seu filho teria sido morto e, quando seu assassino foi trazido diante de Pítaco, ele o teria mandado embora, afirmando que "o perdão é melhor que o arrependimento." Já segundo Heráclito o próprio Pítaco teria aprisionado o assassino, porém depois também o soltou, afirmando: "o perdão é melhor que a punição".
Floresceu por volta da 42.ª Olimpíada. Viveu mais de setenta anos, e morreu no terceiro ano da 52.ª Olimpíada (568 a.C.).
No diálogo Protágoras, de Platão, Pródico chama o dialeto eólico do grego de bárbaro, ao se referir a Pítaco de Mitilene:
O poeta Alceu de Mitilene teria sido inicialmente um aliado seu, porém eventualmente tornou-se seu inimigo.[carece de fontes?]